# Liste der Kulturdenkmale in Hoisdorf
In der Liste der Kulturdenkmale in Hoisdorf sind alle Kulturdenkmale der schleswig-holsteinischen Gemeinde Hoisdorf (Kreis Stormarn) und ihrer Ortsteile aufgelistet (Stand: 10. März 2025).

## Legende
In den Spalten befinden sich folgende Informationen:
- Objekt-ID: die Nummer des Kulturdenkmales
- Lage: die Adresse des Kulturdenkmales und die geographischen Koordinaten. Kartenansicht, um Koordinaten zu setzen. In der Kartenansicht sind Kulturdenkmale ohne Koordinaten mit einem roten Marker dargestellt und können in der Karte gesetzt werden. Kulturdenkmale ohne Bild sind mit einem blauen Marker gekennzeichnet, Kulturdenkmale mit Bild mit einem grünen Marker.
- Offizielle Bezeichnung: Bezeichnung des Kulturdenkmales
- Beschreibung: die Beschreibung des Kulturdenkmales
- Bild: ein Bild des Kulturdenkmales

## Bauliche Anlagen
| Objekt-ID      | Lage                                         | Offizielle Bezeichnung | Beschreibung | Bild                             |
| -------------- | -------------------------------------------- | ---------------------- | --- | -------------------------------- |
| 10739 Wikidata | Bornbek (53° 38′ 10″ N, 10° 20′ 24″ O)       | Hochbehälter Bornbek   | Alteintragung (Aktualisierung vorgesehen) - Begründung: geschichtlich, wissenschaftlich, Kulturlandschaft prägend - Schutzumfang: gesamtes Objekt - Denkmaltyp: Bauliche Anlage                                                                                       | BW                               |
| 8615 Wikidata  | Dorfstraße 10 (53° 39′ 10″ N, 10° 19′ 39″ O) | Schullandheim          | Fachhallenhaus; 1856, später umgebaut; stattlicher eingeschossiger Zweiständer-Fachwerkbau mit reetgedecktem Halbwalmdach, erstes Schullandheim Deutschlands - Begründung: geschichtlich, städtebaulich - Schutzumfang: gesamtes Objekt - Denkmaltyp: Bauliche Anlage | weitere Fotos \| Fotos hochladen |